# بشر الخصاونة
بشر هاني محمد الخصاونة (مواليد 27 يناير 1969) قانوني ودبلوماسي وسياسي أردني شغل منصب رئيس وزراء الأردن ووزير الدفاع منذ 12 تشرين الأول 2020 خلفاً لعمر الرزاز. وقبلت استقالته في 15 أيلول 2024 وكلف بتسيير الأعمال لحين تشكيل الحكومة الجديدة.
شغل سابقًا في حكومة هاني الملقي الثانية منصب وزير دولة للشؤون القانونية من 15 كانون الثاني 2017 إلى 25 شباط 2018 ومنصب وزير دولة للشؤون الخارجية من 28 أيلول 2016 إبى 15 كانون الثاني 2017. كان بشر الخصاونة سفيراً للأردن في مصر وفرنسا وكينيا وإثيوبيا والاتحاد الأفريقي وجامعة الدول العربية ولدى اليونسكو. كما شغل منصب المنسق العام ومدير مكتب عملية السلام والمفاوضات في الأردن. وعمل مستشارًا للملك عبد الله الثاني للاتصال والتنسيق في الديوان الملكي الهاشمي بين أبريل 2019 و آب 2020. شغل الخصاونة منصب مستشار الملك للسياسات حتى تعيينه رئيسًا للوزراء.

## المؤهلات العلمية
بشر الخصاونة هو ابن السياسي هاني الخصاونة الذي شغل منصب الرئيس السابق لـ«جمعية الإخاء الأردني السوري» وكان وزيرًا سابقًا للإعلام والشباب في المملكة الأردنية الهاشمية. حصل على درجة البكالوريوس في القانون من الجامعة الأردنية بالإضافة إلى نيله درجة الماجستير في القانون الدولي من كلية لندن للاقتصاد وماجستير في العلاقات الدولية والدبلوماسية والاقتصاد من مدرسة الدراسات الشرقية والإفريقية التابعة لجامعة لندن، ودرجة الدكتوراه في القانون من ذات الكلية. كما حاز الدبلوم التنفيذي في الإدارة العامة من كلية كينيدي بجامعة هارفارد، وعلى دبلومان من دورتين تنفيذيتين في مكافحة الإرهاب والتطرف من مركز دراسات الشرق الأدنى وجنوب آسيا في كلية الدفاع الوطني الأمريكية 2000-2002.

## مواقع شغلها
- سفير المملكة الأردنية الهاشمية لدى كل من مصر وكينيا وإثيوبيا وفرنسا.[11] ومندوب الأردن الدائم لدى جامعة الدول العربية في الفترة ما بين 2012-2016.
- مندوب الأردن الدائم لدى منظمة الأمم المتحدة للتربية والثقافة والعلوم (اليونيسكو).[12]
- مدير عام المركز الأردني للإعلام في عام 2007.
- مستشارا في رئاسة الوزراء الأردنية بين عامي 2008-2009.
- الناطق الرسمي باسم وزارة الخارجية الأردنية ومدير الإدارة الإعلامية فيها.
- رئيس مجلس جامعة الدول العربية على مستوى المندوبين الدائمين لعام 2014.
- عمل كمحاضر غير متفرغ في كل من كلية الحقوق في الجامعة الأردنية عام 2004 وفي المعهد الدبلوماسي الأردني بين عامي 2004-2005.
- رئيس مجلس المركز الوطني لمكافحة الأوبئة والأمراض السارية

إلى جانب العديد من المناصب الأخرى.

## رئاسة الوزراء
في 7 أكتوبر 2020، كلف الملك عبد الله الثاني، بشر الخصاونة بتشكيل الحكومة الأردنية الجديدة خلفا لحكومة عمر الرزاز السابقة التي قدمت استقالتها نتيجة لحل البرلمان. وأدت الحكومة اليمين الدستورية أمام الملك عبد الله الثاني في 12 أكتوبر 2020، ضمت الحكومة الجديدة 31 وزيرا بالإضافة إلى ثلاث نواب لرئيس الوزراء.

## الجوائز والتكريمات
- وسام الاستقلال من الدرجة الأولى.
- وسام الكوكب الأردني.
- وسام النهضة العالي الشأن من الدرجة الأولى.[14]
- وسام مئوية الدولة الأولى (الأردن).
- وسام نيشان الاستحقاق الملكي النرويجي- الفئة الأولى من رتبة صليب أعظم.
- وسام النجم القطبي الملكي السويدي- قائد الصليب الأعظم.